# ورزشکاه توسعه آرنا
ورزشکاه توسعه آرنا (به لاتین: Development Area Stadium) یک ورزشگاه در چین است که در چانگچون واقع شده‌است.